# Adelaide Hall
Adelaide Hall (Brooklyn vagy New York, 1901. október 20. – London, 1993. november 7.), amerikai dzsessz- és popénekesnő, showsztár.

## Pályafutása
Hosszú karrierje több mint 70 évet ölelt fel – 1921-től haláláig. A harlemi reneszánsz egyik központi figurája volt. Üde humorral énekelt, táncolt, scattelt.
2003-ban bekerült be a Guinness Book of World Recordsba, aki nyolc egymást követő évtizedben tudott pályán lenni. Olyan nagy művészekkel lépett fel, mint Art Tatum, Ethel Waters, Josephine Baker, Louis Armstrong, Lena Horne, Cab Calloway, Fela Sowande, Rudy Vallee, Jools Holland, Fats Waller.
1927-ben énekelt Eubie Blake híres „Shuffle Along show”-jában és a „Blackbirds” revüben. Ugyanebben az évben Duke Ellington énekese lett. Felvette Ellingtontól a „Creole Love Call” leghíresebbé vált verzióját. Az 1928-as Blackbirds revüben bemutatta a „Diga Diga Doo” című dalt. 1932-ben Art Tatum mellett énekelt, majd Európában lépett fel. 1938-as házassága után az Egyesült Királyságban telepedett le, ahol saját lokált nyitott.
82 éves korában a Barrelhouse Jazzband kíséretével nagy sikerrel adta elő a „Creole Love Call” című dalt.
Három évvel később még fellépett Mick Pyne brit zongoristával Nagy-Britanniában.

## Lemezválogatás
- 1927: Créole Love Call
- 1927: Blues I Love To Sing
- 1933: Baby I Must Have That Man
- 1936: Say You're Mine

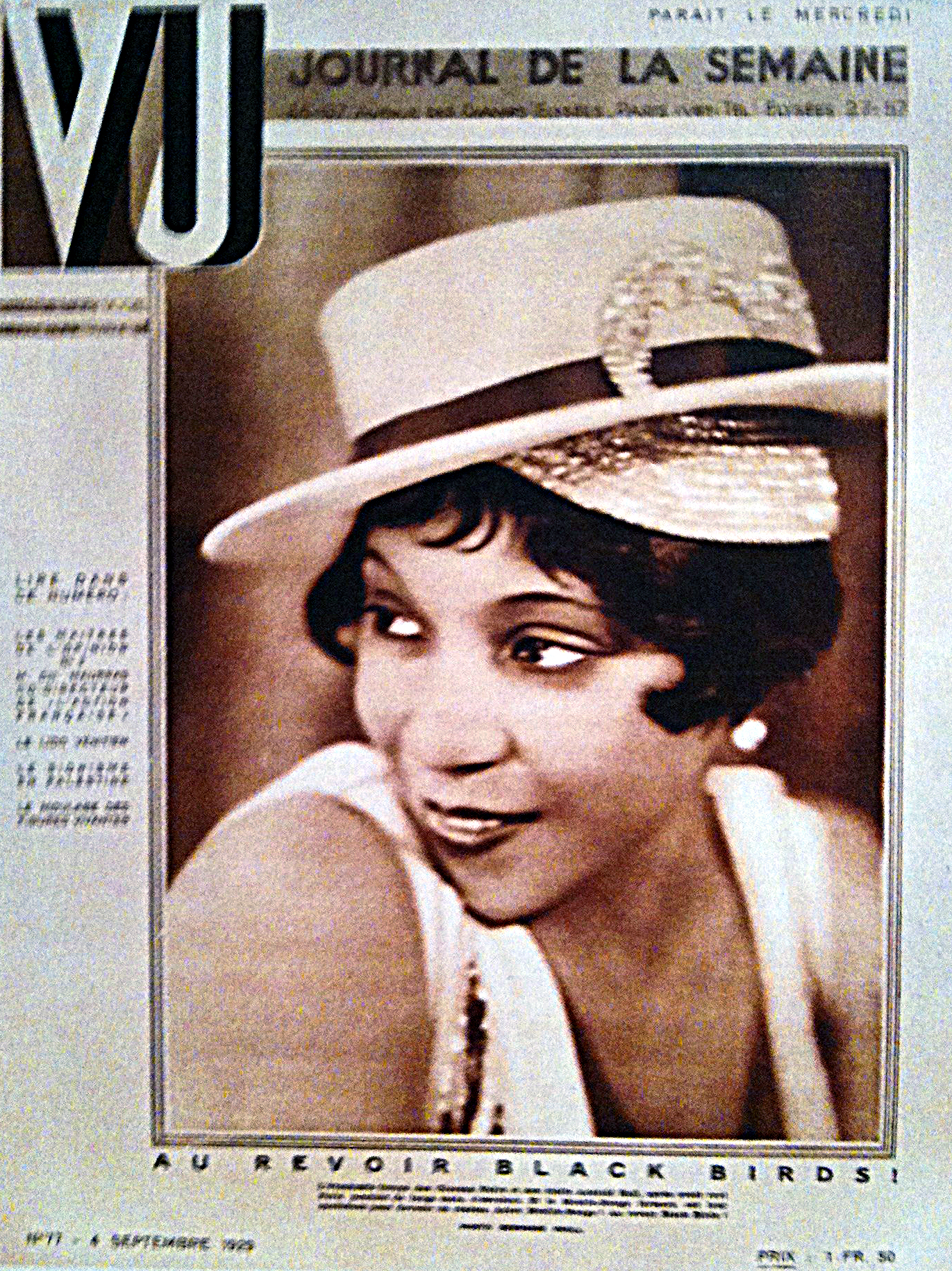

- 1936: I'm In The Mood For Love Solitude
- 1938: I Can't Give You Anything But Love
- 1939: You're Blasé Stéphane Grappelli, Arthur Young & his Swingtette)
- 1939: Deep Purple / Solitude
- 1939: Don't Worry 'Bout Me / 'Tain't What You Do
- 1939: Transatlantic Lullaby / I Get Along Without You Very Well
- 1939: My Heart Belongs to Daddy / Have You Met Miss Jones?
- 1940: Where or When / The Lady Is a Tramp
- 1940: Chloe / Begin the Beguine
- 1940: This Can't Be Love / No Souvenirs
- 1940: Mist on the River / Fools Rush In
- 1940: All The Things You Are / I Wanna Be Loved
- 1941: I Hear a Rhapsody / Mississippi Mama
- 1944: Sophisticated Lady / I'm Getting Sentimental Over You
- 1949: Nobody Know de Trouble I've Seen / Sometimes I Feel Like a Motherless Child
- 1949: Deep River / Bye and Bye
- 1949: My Lord, What a Morning / Swing Low Sweet Chariot

## Kiállítások
- Women and War – Imperial War Museum, London (2003–04)
- Little Black Dress – Brighton Museum and Art Gallery, Brighton (2007)
- Devotional – National Portrait Gallery, London (2007)
- Little Black Dress – London Fashion Museum, London (2008)
- Keep Smiling Through: Black Londoners on the Home Front 1939–1945 – The Cuming Museum, London (2008)
- Jazzonia and the Harlem Diaspora – Chelsea Space, London (2009)
- The Living Archive Exhibition – The London Palladium (opened 2009)
- Oh! Adelaide – Art installation, Wimbledon Space, Wimbledon College of Art, London (2010)
- The Harlem Renaissance – Kurá Hulanda Museum, Curaçao, Willemstad, Caribbean (2013)

## Filmek (válogatás)
- 1924: A Son of Satan
- 1932: Dancers in the Dark
- 1940: The Thief of Bagdad
- 1950: Night and the City
- 1982: he Sacred Music of Duke Ellington (recorded at St. Paul's Cathedral, London)
- 1985: The Cotton Club(wd) Comes to the Ritz (dokumentumfilm)

„...lenyűgöző életerő, humor, valódi kifinomultság áradt a nyolcvanhét éves fekete jazz-énekesnő, Adelaide Hall személyéből,... s az öreg hölgy az alig észrevehető magasított fémszékecskére támaszkodva bűvöletesen énekel, egyszerre érzékeltetve a valódi szenvedélyeket és a valódi szenvedélyek elmúltán a huncutul szomorkás távolságot... A diadalmas rutin megtartó ereje átsegít a fogyó energia válságán,...”

Adelaide Hall az Internet Movie Database oldalon (angolul)

## További információ
- Adelaide Hall az Internet Movie Database-ben (angolul)